# Nerd

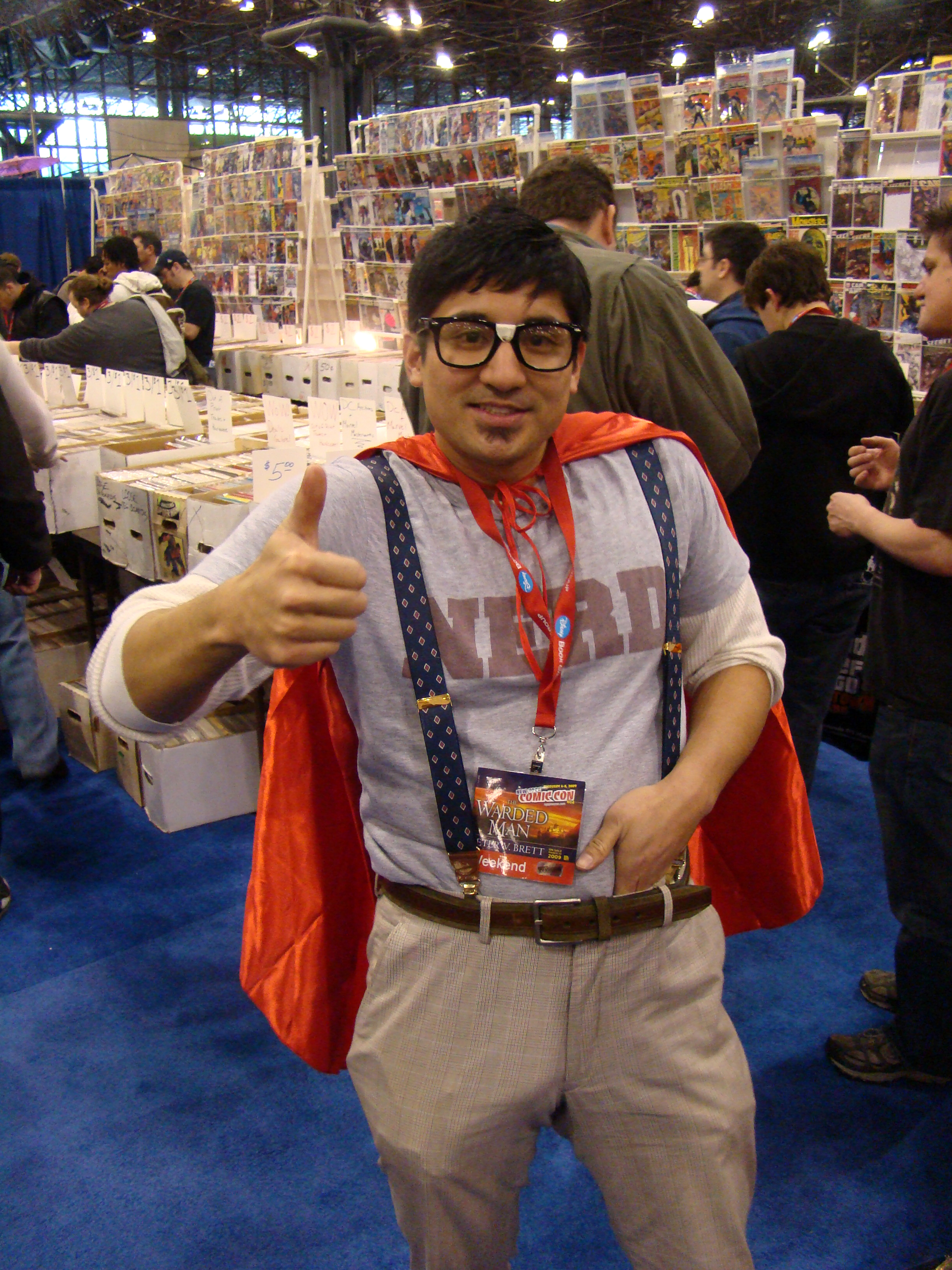
Un uomo il cui abbigliamento e stile è assimilabile allo stereotipo del nerd

Nerd (AFI: [nɜːd]; pronuncia usuale in Italia: /nɛrd/) è un termine della lingua inglese americana con cui viene definito chi ha una certa passione per la tecnologia, videogiochi, fumetti (e altre passioni) erroneamente stereotipato come individuo solitario e con una ridotta propensione alla socializzazione. Il termine è nato come dispregiativo (secchione), ma in seguito è stato reclamato in alcuni ambiti per definire una sorta di orgoglio e di identità di gruppo.

## Storia
L'etimologia del termine nerd non è sicura e ci sono alcune ipotesi sulla sua origine: secondo una prima teoria, la parola apparve per la prima volta in un libro del Dr. Seuss If I Ran the Zoo, pubblicato nel 1950, dove era semplicemente il nome di uno degli animali immaginari del libro. Un'altra teoria sostiene che nerd sia una versione di Mortimer Snerd, il nome del pupazzo da ventriloqui di Edgar Bergen. Un'altra ancora sostiene che sia l'acronimo di Northern Electric Research and Development, azienda in cui gli impiegati avevano dei pocket protector con l'acronimo N.E.R.D. stampato sopra.
E un'altra ancora vede nerd come un derivato della parola drunk (ubriaco in inglese) invertita (knurd), usata per definire chi non beve durante i ritrovi sociali. Il film statunitense del 1984 La rivincita dei Nerds (Revenge of the Nerds) esplora il concetto dell'orgoglio nerd riguardo agli effetti comici. A partire dagli anni novanta del XX secolo il concetto di nerd cominciò ad avere delle connotazioni positive nell'ambito della società della rete e dei tecnici dei computer, per descrivere orgogliosamente una persona tecnicamente preparata. Per estensione si iniziò a parlare di nerd anche in relazione a chi aveva avuto un successo finanziario in quei campi.
Bill Gates stesso è stato spesso definito un nerd; ma anche Linus Torvalds, famoso per aver dato origine al kernel Linux nella sua autobiografia scrisse di essere stato un nerd. Il popolare sito di notizie relative all'informatica Slashdot si definisce "News for nerds. Stuff that matters" (Notizie per nerd. Roba che conta). Il professore del MIT Gerald Sussman aspirava a instillare orgoglio nei nerd:
(Gerald Sussman, citato da Katie Hafner, New York Times del 29 agosto 1994)
Un episodio della serie a cartoni animati Freakazoid intitolato Nerdator ha un intreccio narrativo che coinvolge l'uso da parte dei nerd del potere della mente di un nemico con le sembianze di un Predator, che tiene un memorabile monologo sull'importanza dei nerd:
Al termine della narrazione il Nerdator, dopo che i difetti erano stati puntualizzati, decide di assorbire la mente del bello ma ottuso e insipido (ma nessuno se ne preoccupa), naturale rivale dei nerd.
All'interno della convention dei circoli di fantascienza di Toronto, in Canada, l'essere nerd venne favorevolmente accolto. Furono coniate le etichette dude-nerd (ragazzo-nerd) e chick-nerd (ragazza-nerd).
La serie televisiva Chuck ha come protagonista un nerd, e molti altri personaggi della serie si definiscono "nerd" o "geek" e comunque mostrano tutte le peculiarità di solito associate a queste etichette. Il protagonista è un esperto di computer, lavora infatti per la Nerd Herd, una società sussidiaria del Buy More, dove vengono riparati oggetti elettronici, hard drive, sistemi operativi e altro. È inoltre un appassionato di videogame. Nel telefilm il termine nerd, che viene usato anche dal capo del negozio per chiamare gli impiegati, non viene preso come insulto. Anche lo stesso Zachary Levi che nel telefilm interpreta il protagonista si definisce nerd, e proprio per questo ha creato una delle più grandi community nerd esistenti, cioè The Nerd Machine (chiamata anche TNM).
La sit-com The Big Bang Theory ha come protagonisti quattro nerd alle prese con una bionda vicina di casa, mentre la sit-com britannica The IT Crowd ha come protagonisti due esperti informatici di una grande azienda diretti da una responsabile del dipartimento IT completamente incapace in materia.

## Descrizione della figura
Lo stereotipo vede queste persone affascinate da attività non popolari, sia quella di natura informatica sia quella riguardante la scienza e la matematica classica; i nerd sono inoltre considerati poco interessati alle attività sportive.
Anche l'aspetto esteriore è rappresentato da un cliché ben definito: indossano vestiti niente affatto alla moda, anacronistici, spesso tipici di persone più in là con gli anni (come gilet o mocassini), occhiali spessissimi, a volte vistosi apparecchi ai denti, visi colmi di brufoli e pustole, capelli pettinati con la riga laterale, spesso in difficoltà a relazionarsi con gli altri e difetti nella parlata. I non-nerd spesso pensano ai nerd come persone intelligenti ma socialmente goffe.
È uno stereotipo che, al liceo, il più popolare o socialmente inserito spesso ridicolizzi e sottoponga ad angherie (bullismo) quelli etichettati come nerd, che hanno la reputazione di impegnarsi a fondo negli studi a cui sono seriamente interessati. I nerd esprimono generalmente un interesse superiore alla norma per argomenti complessi e spesso eccellono in più materie. Argomenti che hanno a che fare con i computer e la tecnologia, i giochi di ruolo, i fantasport come il fantacalcio, i film di fantascienza, le serie tv, i fumetti, i videogiochi (generalmente ogni tipo di MMORPG che richieda varie ore di gioco) e la letteratura fantasy sono adesso tipicamente associati con i nerd.

## Ilnerdnella società
Il nerd è spesso ed erroneamente definito anche come una persona che sta sempre davanti al computer, giorno e notte, senza alcuna vita sociale. Lo stereotipo dell'immagine del nerd nei mass media consiste in un uomo giovane con grossi occhiali con la montatura nera (preferibilmente rotti e attaccati alla bell'e meglio con del nastro adesivo), un pocket protector nel taschino per evitare che le numerose penne (possibilmente stilografiche) che vi tiene rovinino le camicie perdendo inchiostro, pantaloni dall'orlo alto (i cosiddetti pinocchietti o capri, chiamati anche, con intento ironico, acqua alta in casa, casa allagata o saltafossi). Spesso porta anche enormi apparecchi dentali, spesso infantili (come quelli colorati) e ingombranti (come il classico baffo).
Indossa camicie e in generale abiti troppo formali per le circostanze. Viene descritto come persona con scarsi rapporti con l'altro sesso; di solito è molto magro o molto grasso e comunque non ha cura della propria forma fisica. Si parla di un individuo con particolari difficoltà a instaurare rapporti sociali. Il prendere parte in dibattiti o discussioni su argomenti tecnico-scientifici è una delle rare situazioni in cui si lascia volentieri coinvolgere. Abitualmente il termine è associato unicamente a uomini e ragazzi, anche se i termini nerd e soprattutto geek sono stati adottati per molte donne con interessi nella tecnologia, nelle scienze e nella matematica e altri campi in passato solitamente appannaggio maschile.

## I nerd nell'arte e nei libri
La rappresentazione del nerd buono è generalmente un giovane dall'animo gentile e pacifico, che viene trattato male da persone che gli sono ovviamente inferiori da un punto di vista intellettuale. Nelle fiction di solito il personaggio del nerd affianca l'eroe aiutandolo con preziose informazioni, grazie alle sue capacità, in genere legate all'uso del computer. Un esempio di nerd è dato da Dilbert di Scott Adams, che non appena esce dall'ambito ingegneristico si trova completamente a malpartito. Un altro famoso esempio di nerd è l'Uomo dei fumetti nei Simpson, obeso, tecno maniaco e appassionato di fumetti, film e serie TV (soprattutto di fantascienza, come Star Trek e Star Wars). Altro esempio classico di Nerd lo troviamo nella serie televisiva Riptide, in cui uno dei protagonisti incarna proprio lo stereotipo del nerd. Singolare è la figura femminile di Nerd rappresentata da Velma Dinkley nella serie animata Scooby Doo.
Qui la brunetta, pronta a tirare fuori dai guai i propri amici con arguzia e talento propri di un piccolo genio tecnologico, racchiude in sé i principali stereotipi del Nerd. Immancabili i grossi occhiali neri, abbinati a maxipull, rigorosamente a collo alto, per nascondere oltre che coprire ogni fattezza femminile che esalti troppo il fisico a discapito di una preferita esaltazione intellettiva. Anche la sobria pettinatura è volutamente in contrasto con l'esagerata fluenza della fulva chioma dell'altra protagonista del cartoon, Daphne Blake. Altra simpatica trovata che incornicia il personaggio nell'archetipo del Nerd è la gag riproposta in varie occasioni che ritrae la protagonista in goffi atteggiamenti, quando perde il contatto con i suoi grossi occhiali senza i quali è il cosiddetto pesce fuor d'acqua.
Un altro esempio di nerd è il personaggio Simon Lewis della serie TV e letteraria di Shadowhunters, che porta gli occhiali, è un po' sfigato e sa moltissime cose, imparate spesso da film o videogiochi.
Se il nerd poi è il personaggio principale di una storia, ha spesso un'identità segreta come supereroe. Peter Parker, ovvero Spider-Man, è un insegnante di scienze, e prima di diventare Spider-Man era il nerd dell'istituto superiore; Clark Kent, l'alter ego di Superman, ad esempio, può essere visto come un nerd ante litteram o perlomeno lo è stato. Altro esempio, più recente, è Chuck Bartowski dell'omonima serie TV, nella quale segue una particolare evoluzione psicologica, volta a uscire dal suo stato di nerd. Se il nerd è un personaggio secondario, molto spesso è un genio capace di inventare o riparare i mezzi che permetteranno all'eroe di vincere il male. Il contrasto tra i tratti tipici del nerd e le virtù del personaggio principale, hanno il risultato di esaltare il fascino del protagonista.
I nerd cattivi, in genere resi aggressivi e vendicativi a causa di una vita solitaria e triste, sono l'archetipo del supercattivo, il personaggio antagonista del supereroe. Molto spesso sono scienziati pazzi alle prese, ad esempio, con la costruzione di macchinari o nella realizzazione di pozioni magiche che gli permettano di attuare i propri piani di vendetta. I nerd negli anime (cartoni animati giapponesi) spesso indossano degli occhiali opachi, a volte con delle spirali. Se indossano degli occhiali trasparenti hanno il vezzo di aggiustarli in modo che riflettano la luce, assumendo così un atteggiamento intimidatorio.
Questi personaggi giocano un ruolo più importante che non i personaggi simili nei fumetti occidentali: una possibile spiegazione è che nella cultura giapponese il successo nel campo accademico o nello studio riveste una importanza maggiore del successo sociale. Si viene a creare una sorta di affinità tra le caratteristiche dell'otaku (appassionato di fumetti e cartoni animati giapponesi) e la figura del nerd. Anche Malcolm, il protagonista della serie Malcolm in the middle, può essere definito un nerd, dal momento che possiede un ottimo quoziente intellettivo e viene spesso preso in giro dai coetanei.
Anche la sit-com The Big Bang Theory racconta del modo di vivere tipico dei nerd e dei risvolti comici a esso legato; i quattro protagonisti, Leonard Hofstadter, Sheldon Cooper, Raj Koothrappali e Howard Wolowitz, sono quattro giovani scienziati dalle menti geniali ma dalle scarse attitudini sociali che confrontano (e vedono in parte stravolgere) il loro modo di vivere con quello di una bella cameriera, Penny, vicina di casa di Leonard e Sheldon.

## Differenze tranerdegeek
Gli esperti e gli osservatori dissentono fra di loro sulla relazione fra i termini nerd e geek. Qualcuno vede i geek come dei nerd meno abili tecnicamente. Alcune fazioni sostengono che i nerd abbiano sia capacità tecniche sia capacità per inserirsi socialmente, mentre i geek manifestano capacità tecniche ma sono incapaci socialmente. Altri tengono una posizione opposta: i geek hanno la funzione di controparte socialmente inserita rispetto agli asociali nerd, e si autodefiniscono geek con orgoglio.
Può esistere una differenza nell'uso dei due termini a seconda delle zone degli USA. Alcuni affermano che sulla costa ovest sia preferito il termine geek a nerd, mentre sulla costa est è il contrario. Altri, della costa est, dissentono sostenendo di aver trovato esclusivamente ricorrenze dispregiative della parola nerd rispetto all'uso benevolo di geek. In Inghilterra si tende ad applicare quest'ultimo punto di vista: nerd ha una connotazione molto più offensiva di geek, che appare spesso usato affettuosamente dagli inglesi (con una valenza simile ad anorak, altro termine slang usato per definire un innocuo eccentrico, generalmente fissato con un argomento futile).
La parola nerd divenne di uso comune a partire dagli anni cinquanta al momento in cui fu notato che diversi studenti non erano visti propriamente come dei fichi a scuola. Quindi nasce come dispregiativo, sebbene oggi sia considerata da molti un complimento, mentre geek divenne diffuso più tardi, negli anni ottanta, e ha evitato molte delle sfumature di significato negative.

## In Italia
Lo stereotipo del nerd, introdotto con la filmografia statunitense degli anni ottanta del Novecento, si assimila a quello dell'emarginato in sé, a prescindere dal rendimento, per un comportamento e uno stile di vita poco in linea con la maggioranza dei coetanei. Nella cultura italiana, viene apprezzata la figura del giovane brillante, inserito socialmente e attraente, il cosiddetto "fico" o "figo", mentre viene definito "secchione" il coetaneo dedito allo studio e poco propenso alla vita sociale, dunque poco comunicativo e impacciato, assumendo così l'appellativo di "sfigato" perché "poco appetibile" dall'altro sesso.
Nerd e geek vengono spesso confusi tra di loro, con la differenza che la seconda definizione viene attribuita soprattutto a chi possiede una particolare propensione per l'informatica e la tecnologia in generale. Tuttavia questo termine è ancora poco diffuso nella cultura italiana, perché è molto più diffuso il termine secchione, ma sta lentamente diffondendosi, specialmente a seguito della crescente diffusione di social network e di smartphone e tablet che hanno conquistato buona parte della popolazione giovanile. Proprio per la tipologia di persone di questo bacino di consumatori, in tempi recenti sta scomparendo l'accezione negativa di geek, tanto è vero che tra gli appartenenti a questa categoria si sta diffondendo il concetto di "orgoglio geek" e sono nate alcune sotto-definizioni come geek chic o social geek.